# Марк Сюрер
Марк Сюрер (на немски: Marc Surer) е бивш автомобилен състезател, пилот от Формула 1, роден на 18 септември 1951 година).
Участва в 87 старта, като дебюта му е 9 септември 1979 година.
Кариерата на Сюрер в моторните спортове преминава в тясно сътрудничество с немския автомобилен гигант BMW. Подписва договор с BMW, още докато е пилот във Формула 2, където завършва втори в шампионата през 1978 и го печели през 1979 година с болид Марч на BMW. Проблеми в началото на кариерата му почти го изхвърлят от автомобилните състезания, той катастрофира тежко през 1980 г. на пистата Килами в ЮАР, при тестове с АТС и чупи лошо и двата си крака. През 1981 година се състезава с Енсайн. Преминава в Ероуз през 1984, но връзките му с BMW, през 1985 година, му осигуряват място в тима на Брабам, на който BMW са доставчици на двигатели. По-късно отново преминава в Ероуз, когато BMW става и техен доставчик на двигатели.
Опитва да се състезава и в Световният Рали шампионат „WRC“ с Форд RS200, но в сериозен състезателен инцидент претърпява тежки наранявания а неговия навигатор загива.
След края на кариерата му, BMW го назначава за треньор на пилотите им и спортен директор. По-късно се занимава с участието на BMW във Формула 2. Понастоящем е ТВ коментатор и презентатор.